# Šindisi
Šindisi je gruzijski dramski film iz leta 2019, ki ga je režiral Dito Tsintsadze. Prikazan je bil na Mednarodnem filmskem festivalu v Šanghaju 2019. Pred 92. podelitvijo oskarjev je bil izbran kot gruzijski kandidat za nagrado za najboljši mednarodni celovečerni film, vendar ni bil nominiran. Poleg tega je na 35. mednarodnem filmskem festivalu v Varšavi 2019 osvojil Grand Prix.

## Zgodba
Film je posnet na podlagi resnične zgodbe vaščanov Šindisija, ki so v času premirja med rusko-gruzijsko vojno reševali ranjene gruzijske vojake, ki so padli v zasedo ruskih sil.

## Igralska zasedba
- Dato Bakhtadze
- Goga Pipinashvili